# Hôtel de ville de Wrocław
L'ancien hôtel de ville de Wrocław (en polonais : Stary Ratusz we Wrocławiu, en allemand : Altes Rathaus Breslau) est un édifice public situé au centre de Wrocław, la plus grande ville de l'ouest de la Pologne.

## Situation
Il s'élève au centre de la Place du Marché.

## Histoire

### Construction
La construction de l'hôtel de ville s'étend sur une période d'environ 250 ans, de la fin du XIIIe siècle au milieu du XVIe siècle. Le plan de la structure et le sol changent au cours de cette longue période, en réponse à l'évolution des besoins de la ville. La date exacte de la construction initiale n'est pas connue, mais se situe entre 1299 et 1301, quand une structure d'un étage avec des caves et une tour, appelée le consistoire, est construite. Les parties les plus anciennes de l'édifice actuel, la salle des Bourgeois et les étages inférieurs de la tour, dateraient de cette époque. La destination principale de l'édifice est alors plus le commerce que l'administration municipale.
Entre 1328 et 1333, un étage supérieur est ajouté pour abriter la salle du conseil et la chambre des échevins. Cette expansion se poursuivait au cours du XIVe siècle, avec l'ajout de pièces supplémentaires, notamment la salle d'audience indiquant les fonctions croissantes de l'immeuble qui devient un lieu clé pour les fonctions commerciales et administratives de la ville.

### Prospérité
Les XVe et XVIe siècles sont des périodes de prospérité pour la ville. Le programme d'agrandissement s'accélère, en particulier au cours de la période 1470-1510, lorsque plusieurs salles sont ajoutées, la salle des Bourgeois reçoit une nouvelle voûte. L'étage supérieur commence à prendre forme avec le développement de la grande salle et l'ajout du Trésor et du Petit Trésor.
D'autres innovations au cours du XVIe siècle comprennent l'ajout des armoiries de la ville en 1536, et la reconstruction de la partie supérieure de la tour en 1558-1559. C'est la dernière étape du programme principal de construction du bâtiment qui prend l'aspect que nous lui connaissons encore aujourd'hui.
Le développement rapide de la ville à cette époque montrait que l'édifice doit répondre à des fonctions plus administratives. Pendant le XVIIe siècle, la répartition de l'espace intérieur du bâtiment est modifiée afin que tous les bureaux de la ville y soient logés. Le rez-de-chaussée est alloué à des fins militaires et le public n'a seulement accès qu'au sous-sol où un débit de boisson sert de l'alcool.

### Déclin
La deuxième moitié du XVIIe siècle est une période de déclin de la ville. Sans doute en compensation, des efforts ont lieu pour enrichir les décorations intérieures. En 1741, Wrocław devient prussienne, et avec ce changement dans l'administration, le pouvoir de la ville diminue, et une grande partie de l'hôtel de ville est attribuée à l'administration de la justice.
Au cours du XIXe siècle, les tribunaux sont déplacés vers un bâtiment séparé, et le bâtiment retrouve pleinement sa fonction de siège du conseil et de l'administration municipaux. Un important programme de rénovation est lancé, après des années de négligence et que le bâtiment est couvert de vignes rampantes. C'est à ce moment qu'il est agrémenté d'une ornementation néo-gothiques.
Dans les premières années du XXe siècle, les améliorations se poursuivent avec divers travaux de réparation et l'ajout de la statue de la Petite Ours en 1902. Dans les années 1930, l'hôtel de ville voit son rôle officiel diminuer et est donc transformé en musée. À la fin de la Seconde Guerre mondiale, environ 10 % du bâtiment a été détruit. Les toits sont sérieusement endommagés, et certains éléments sculpturaux sont perdus.

### Rénovation
Les travaux de restauration commencent dans les années 1950, après une période de recherche et cet effort de conservation se poursuit tout au long du XXe siècle. Il comprend notamment la rénovation de l'horloge sur la façade est.

## Usage
Aujourd'hui, l'hôtel de ville est ouvert aux visiteurs comme un musée de l'art bourgeois et est aussi le lieu de manifestations culturelles tels que des concerts organisés dans sa grande salle. Il abrite également un restaurant au sous-sol.

## Architecture
L'hôtel de ville est considéré comme un bel exemple de l'architecture gothique bourgeoise.  La forme actuelle, comportant des ornements sur les façades est et sud, date de la fin du XVe siècle. L'entrée se trouve du côté ouest et mène à la salle des Bourgeois.
La salle des Bourgeois date de la fin du XIVe siècle, quand elle abritait des réunions publiques et des cérémonies. Plus tard, elle était utilisée à des fins commerciales. Aujourd'hui, elle comprend la copie moderne d'une carte de Wroclaw au XVIe siècle.
La pièce suivante est la salle de l'échevin, aussi connue comme la salle d'audience. Elle date de 1299. Elle était utilisée par les membres de la municipalité. Elle dispose d'une estrade spéciale pour l'administration de la justice. Au-delà se trouve la salle d'audience, datant de la première moitié du XIVe siècle. Ici, les décisions de la ville importantes ont été faites et nous pouvons trouver un portail de la Renaissance datant de 1528, probablement peint par Andreas Walter. Jusqu'en 1945, cette salle était richement décorée, mais certains éléments, tels que les boiseries, les meubles et peintures, ont été irrémédiablement perdus. Les peintures murales et poêles en faïence baroque ont cependant survécu.
Vient ensuite le bureau du Conseil, un lieu où le secrétaire et le récepteur du Conseil travaillaient. Il s'agissait d'un bureau populaire pour les greffiers dont la profession était considérée comme à haut statut. Architecturalement, il comprend encore ses portes capitonnées de 1429 et des portraits de conseillers municipaux éminents.
À l'étage d'en haut se situe la grande salle, datant de la seconde moitié du XVe siècle, où se déroulaient les cérémonies officielles.

## Galerie

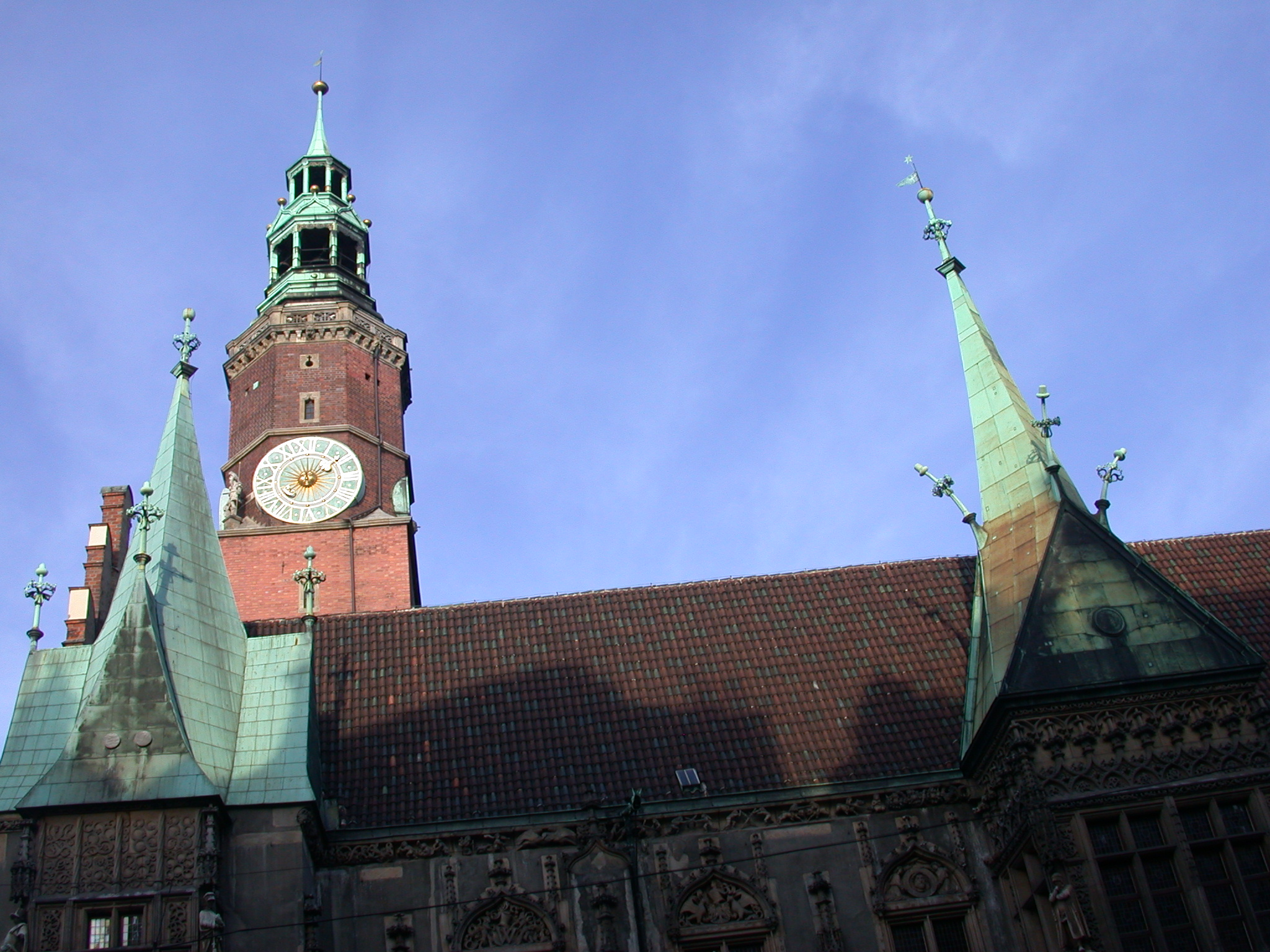
La tour et le toit, vus depuis le Sud
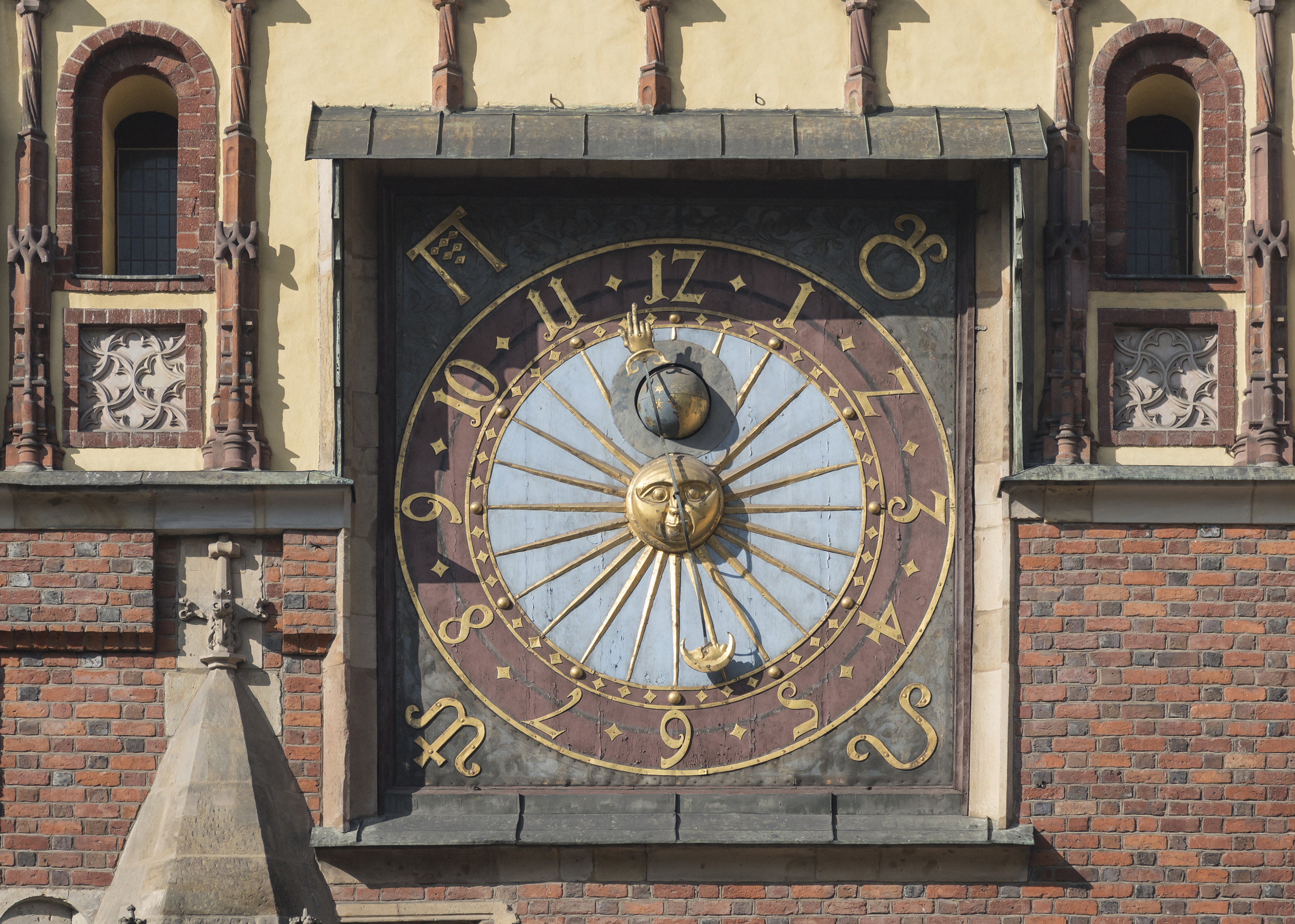
L'horloge, façade Est
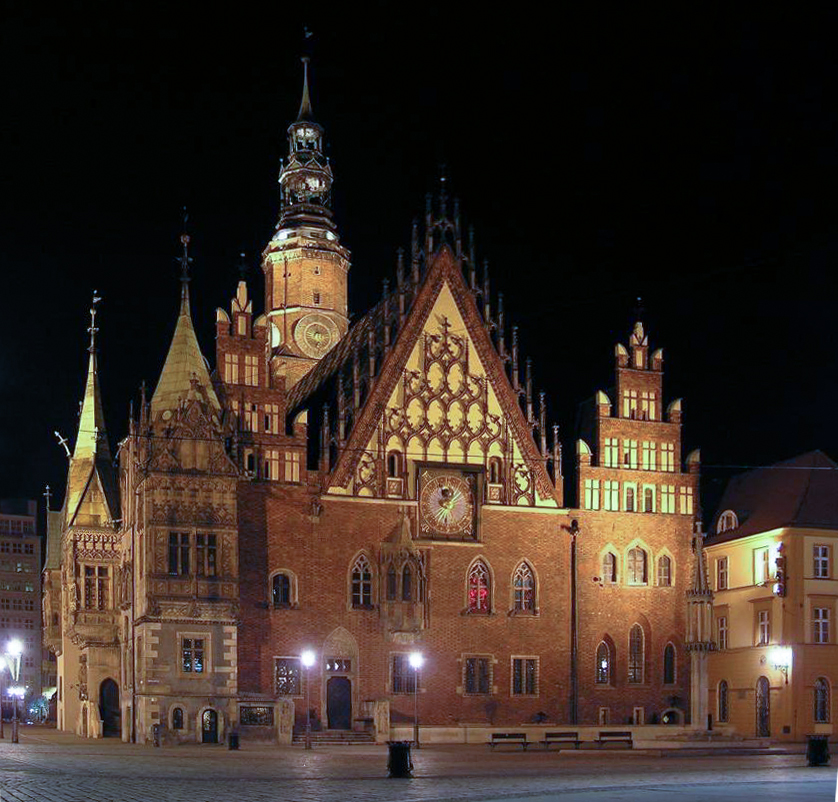
L'hôtel de ville vu de nuit
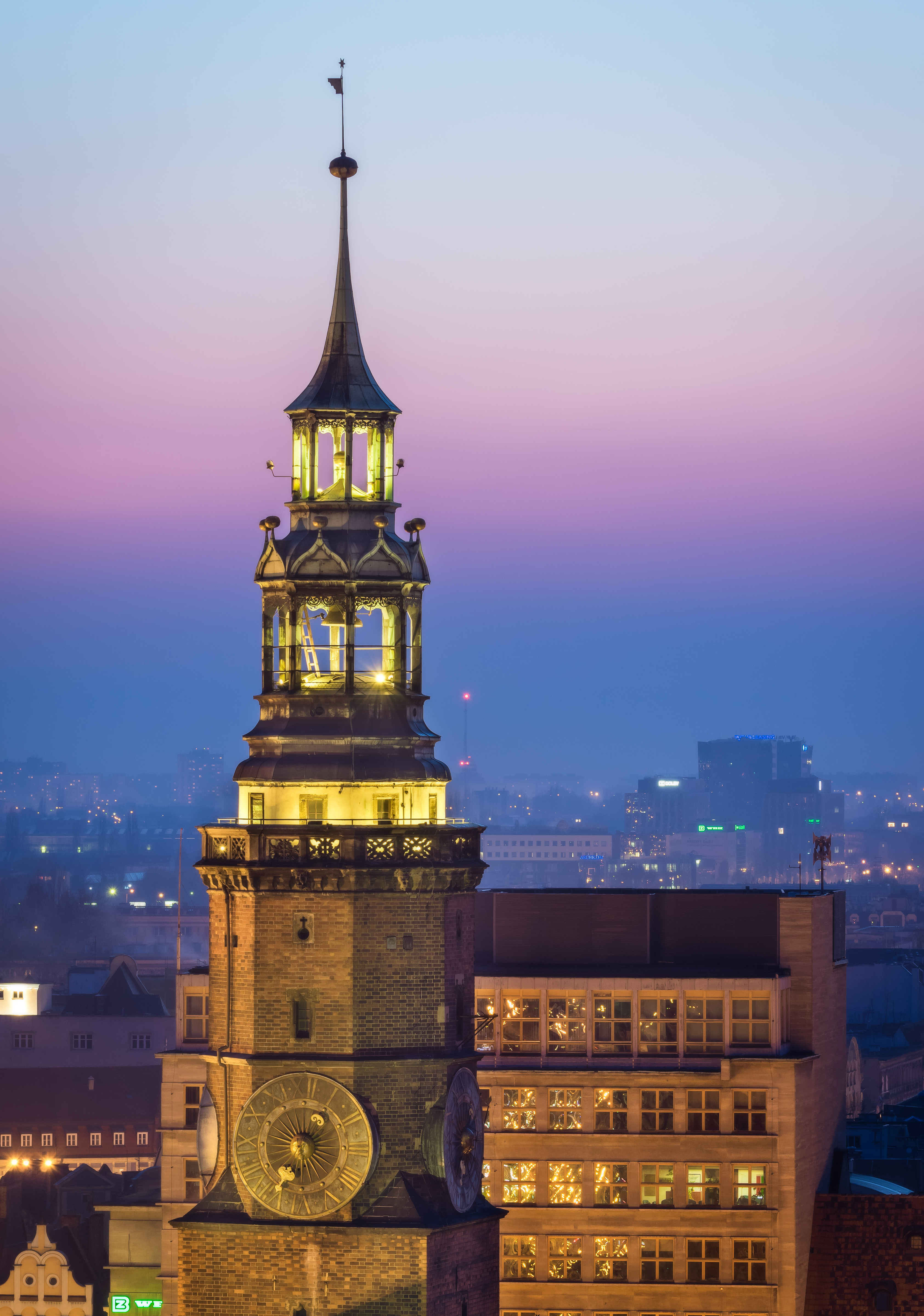
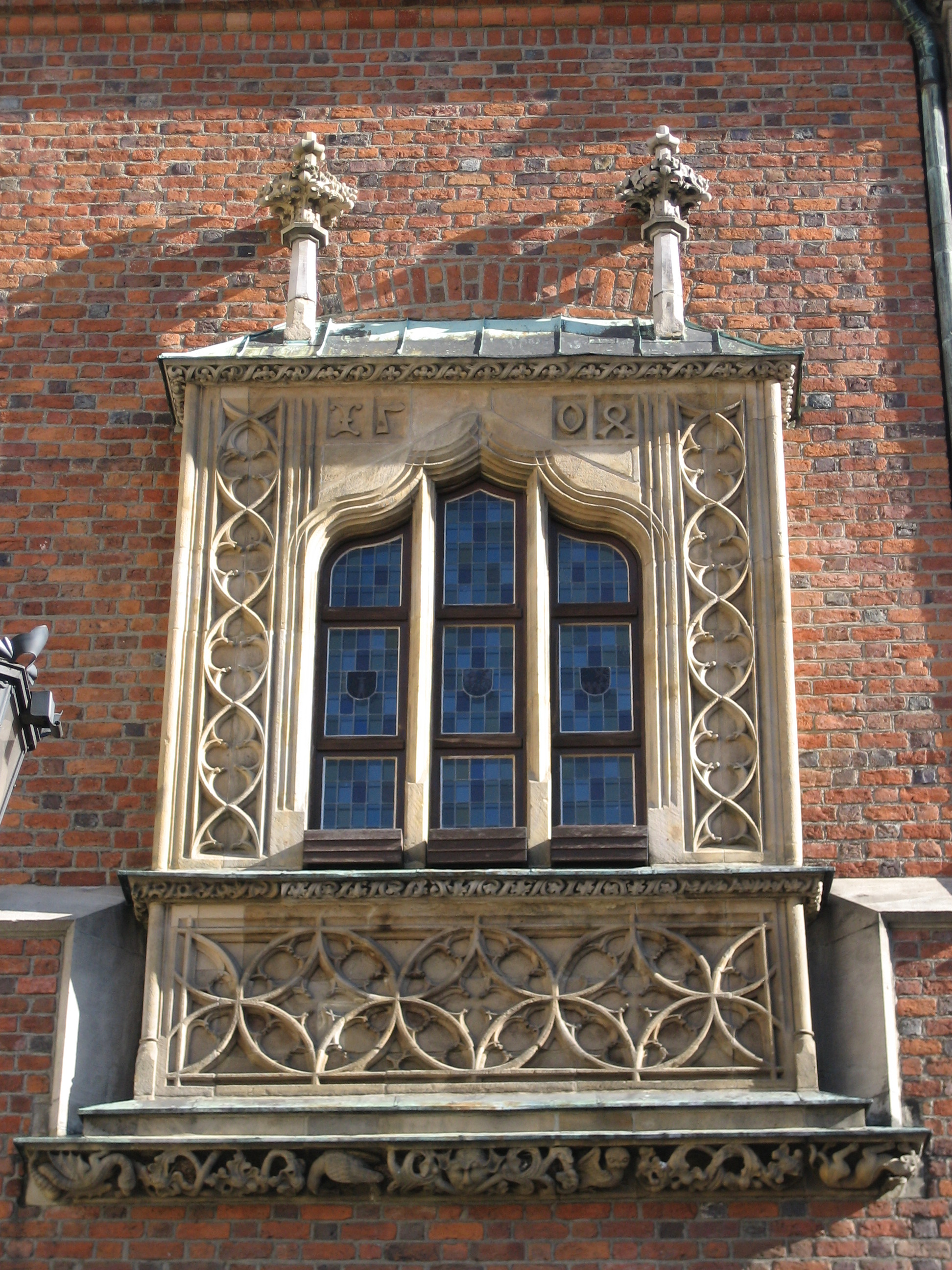
Fenêtre de l'hôtel de ville de Wroclaw

### Sources
- (en) Andrzej Ślusarski, Stefan Arczyński et Krystyna Januszkiewicz, The Wratislavian town hall : a guide book, the History Museum in Wrocław, 1985 (ISBN 83-905227-4-8)
- (en) Małgorzata Urlich-Kornacka, A guide to Wrocław, Wrocław, Via Nova, 2008 (ISBN 978-83-60544-59-4)
- (en) Jan Harasimowicz, Encyklopedia Wrocławia, wydanie trzecie, Wrocław, Wydawnictwo Dolnośląskie, 2006 (ISBN 83-7384-561-5)
- (en) Marcin Bukowski, Wrocław z lat 1945-1952 : Zniszczenia i dzieło odbudowy, Państwowe Wydawnictwo Naukowe, 1985, 165 p. (ISBN 83-01-05849-8)